# Vincenzo Gualtieri
Vincenzo Gualtieri (* 4. Januar 1993 in Wuppertal) ist ein deutscher Boxer italienischer Abstammung und ehemaliger IBF-Weltmeister im Mittelgewicht.

## Amateurkarriere
Gualtieri erlernte das Boxen beim ASV Wuppertal, wo er von Hansi Moskopp und Kevin Günther trainiert wurde. Er bestritt rund 100 Amateurkämpfe und wurde von 2006 bis 2011 insgesamt sechsmal in Folge Landesmeister von Nordrhein-Westfalen in seiner Alters- und Gewichtsklasse.
2009 wurde er Deutscher Juniorenmeister im Halbweltergewicht, wobei er darüber hinaus zum besten Boxer der Meisterschaft gewählt wurde. Es handelte sich um den ersten nationalen Meistertitel eines männlichen Boxers für den ASV Wuppertal seit 1990. Bei Deutschen Jugendmeisterschaften gewann er 2010 Bronze und 2011 Silber im Weltergewicht, nachdem er aufgrund einer Daumenverletzung nicht zum Finalkampf hatte antreten können. Zudem gewann er 2011 auch die Goldmedaille im Weltergewicht bei der Internationalen Deutschen Meisterschaft der U21 und war Viertelfinalist der Jugend-Europameisterschaft 2011 in Dublin. Im März 2011 betrug seine Bilanz 56 Kämpfe mit 44 Siegen. 2011 boxte er auch erstmals bei der Deutschen Meisterschaft der Erwachsenen (Elite), wo er im Achtelfinale ausschied.
2012 wurde er Deutscher Vizemeister der U21 sowie der Elite im Weltergewicht und bestritt für das Boxteam Hanse Wismar seinen ersten Kampf in der 2. Bundesliga. Später boxte er auch für den Velberter-Boxclub in der 1. Bundesliga und wurde mit diesem 2012 Deutscher Mannschaftsmeister.
Bei der Deutschen Meisterschaft 2013 unterlag er im Viertelfinale.

## Profikarriere
Er wurde 2015 im neugegründeten Berliner Boxstall des Ex-Boxers Graciano Rocchigiani Profi und wechselte nach dessen Insolvenz 2017 zu AGON Sports & Events in Berlin.
Er gab sein Profidebüt im Oktober 2015, wurde am 9. Juli 2016 Internationaler Meister der GBA und am 12. Juni 2020 Deutscher Meister der BDB im Mittelgewicht. Er besiegte dabei den ebenfalls ungeschlagenen Alexander Pawlow (Kampfbilanz: 10-0) nach Punkten und verteidigte den Titel im August 2020 durch ein Unentschieden gegen Thomas Piccirillo (7-0).
Am 27. Februar 2021 wurde er mit einem einstimmigen Sieg gegen den Franzosen Sofiane Khati (10-0) Continental Champion der IBO im Mittelgewicht und gewann im Mai 2021 eine Titelverteidigung gegen den Italiener Khalil El Harraz (13-1).
Am 26. November 2021 gewann er einstimmig gegen den Argentinier Billi Godoy (38-6) und wurde dadurch Inter-Continental Champion der IBF im Mittelgewicht. 2022 verteidigte er den Titel jeweils einstimmig gegen die Italiener Dario Socci (14-6) und Vincenzo Bevilacqua (18-1).
Im Mai 2023 wurde bekanntgegeben, dass Gualtieri bis spätestens Juli 2023 gegen Esquiva Falcão (30-0) um den vakanten IBF-Weltmeistertitel im Mittelgewicht antreten werde. Der Titel war im Februar 2023 von Gennadi Golowkin niedergelegt worden, worauf Falcão und Gualtieri als bestplatzierte Boxer der IBF-Rangliste für den folgenden Titelkampf nominiert worden waren. Den Kampf gegen Falcão gewann er dann am 1. Juli 2023 in der Uni-Halle Wuppertal einstimmig nach Punkten und hatte seinen Gegner auch zweimal am Boden. Damit gewann erstmals seit Felix Sturm ein deutscher Boxer einen Weltmeisterschaftskampf im Mittelgewicht.
Am 14. Oktober 2023 bestritt er im texanischen Rosenberg einen Titelvereinigungskampf gegen den kasachischen WBO-Weltmeister Schänibek Älimchanuly (14-0), wobei er durch TKO in der sechsten Runde unterlag.
Am 15. Februar 2025 gewann er den WBO-Europameistertitel im Mittelgewicht, nachdem er sich einstimmig gegen Alexander Pawlow (22-4) durchgesetzt hatte.

## Liste der Profikämpfe
| 24 Siege (8 K.-o.-Siege), 1 Niederlagen, 1 Unentschieden |               |                                                            |                           |                                                                                   |
| Jahr                                                     | Tag           | Ort                                                        | Gegner                    | Ergebnis für Gualtieri                                                            |
| 2015                                                     | 31. Oktober   | Universum Gym, Hamburg-Lohbrügge                           | Oskar Jerzy Borkowski     | Sieg / TKO 2. Runde                                                               |
| 2015                                                     | 11. Dezember  | Boxtempel, Weissensee, Berlin                              | Alexandros Filippides     | Punktsieg                                                                         |
| 2016                                                     | 30. Januar    | Huxleys, Kreuzberg, Berlin                                 | Norbert Szekeres          | Punktsieg                                                                         |
| 2016                                                     | 5. März       | Boxsporthalle Braamkamp, Hamburg-Winterhude                | Gyula Nagy                | Sieg / Aufgabe des Gegners                                                        |
| 2016                                                     | 30. April     | Schuetzenhalle, Buchholz, Niedersachsen                    | Patrick Mittag            | Punktsieg (einstimmig)                                                            |
| 2016                                                     | 28. Mai       | Saalbau, Frankfurt, Hessen                                 | Cheikh Fall               | Punktsieg (einstimmig)                                                            |
| 2016                                                     | 9. Juli       | Sternberg/Spielbank, Berlin                                | Renat Samedov             | Sieg / KO 7. Runde Internationaler Meisterschaftskampf der GBA                    |
| 2017                                                     | 25. März      | MBS Arena, Potsdam, Brandenburg                            | Serhii Ksendzov           | Punktsieg (einstimmig)                                                            |
| 2018                                                     | 3. März       | Sportpark am Hallo, Essen, Nordrhein-Westfalen             | Azad Dogru                | Sieg / KO 1. Runde                                                                |
| 2018                                                     | 22. Dezember  | Challenge Club Arena, Offenbach, Hessen                    | Benjamin Skender          | Sieg / TKO 3. Runde                                                               |
| 2019                                                     | 23. März      | Sporthalle, Dorf Mecklenburg, Mecklenburg-Vorpommern       | George Aduashvili         | Sieg / Aufgabe des Gegners                                                        |
| 2019                                                     | 15. Juni      | Sport- und Kongresshalle, Schwerin, Mecklenburg-Vorpommern | Viktar Murashkin          | Punktsieg (einstimmig)                                                            |
| 2019                                                     | 21. September | Sporthalle, Zinnowitz, Mecklenburg-Vorpommern              | Valentyn Kuts             | Sieg / TKO 3. Runde                                                               |
| 2019                                                     | 23. November  | Treptow Arena, Treptow, Berlin                             | Giorgi Ungiadze           | Punktsieg (einstimmig)                                                            |
| 2020                                                     | 12. Juni      | Havelstudios, Charlottenburg, Berlin                       | Alexander Pavlov          | Punktsieg (Mehrheitsentscheid) Deutscher Meisterschaftskampf                      |
| 2020                                                     | 28. August    | Havelstudios, Charlottenburg, Berlin                       | Thomas Piccirillo         | Unentschieden/Punktgleichstand (Mehrheitsentscheid) Deutscher Meisterschaftskampf |
| 2021                                                     | 27. Februar   | AGON Sportpark, Charlottenburg, Berlin                     | Sofiane Khati             | Punktsieg (einstimmig) Kontinental-Meisterschaftskampf der IBO                    |
| 2021                                                     | 28. Mai       | AGON Sportpark, Charlottenburg, Berlin                     | Khalil El Harraz          | Punktsieg (einstimmig) Kontinental-Meisterschaftskampf der IBO                    |
| 2021                                                     | 26. November  | AGON Sportpark, Charlottenburg, Berlin                     | Billi Facundo Godoy       | Punktsieg (einstimmig) Interkontinental-Meisterschaftskampf der IBF               |
| 2022                                                     | 11. März      | AGON Sportpark, Charlottenburg, Berlin                     | Dario Socci               | Punktsieg (einstimmig) Interkontinental-Meisterschaftskampf der IBF               |
| 2022                                                     | 10. September | Uni-Halle, Wuppertal, Nordrhein-Westfalen                  | Vincenzo Bevilacqua       | Punktsieg (einstimmig) Interkontinental-Meisterschaftskampf der IBF               |
| 2023                                                     | 1. Juli       | Uni-Halle, Wuppertal, Nordrhein-Westfalen                  | Esquiva Falcão Florentino | Punktsieg (einstimmig) Weltmeisterschaftskampf der IBF                            |
| Quelle: Vincenzo Gualtieri in der BoxRec-Datenbank       |               |                                                            |                           |                                                                                   |